# Сіннянська сільська рада (Богодухівський район)
Сіння́нська сільська́ ра́да — адміністративно-територіальна одиниця та орган місцевого самоврядування в Богодухівському районі Харківської області. Адміністративний центр — село Сінне.

## Загальні відомості
- Сіннянська сільська рада утворена в 1918 році.
- Територія ради: 80,89 км²
- Населення ради: 1 009 осіб (станом на 2001 рік)
- Територією ради протікає річка Мерла.

## Населені пункти
Сільській раді підпорядковані населені пункти:
- с. Сінне
- с. Шийчине
- с. Шуби

## Склад ради
Рада складається з 14 депутатів та голови.
- Голова ради: Білуха Лілія Анатоліївна
- Секретар ради: Нечитайло Наталія Михайлівна

### Керівний склад попередніх скликань
| Прізвище, ім'я, по батькові   | Основні відомості                                                                                | Дата обрання | Дата звільнення |
| ----------------------------- | ------------------------------------------------------------------------------------------------ | ------------ | --------------- |
| Ольховський Андрій Вікторович | Сільський голова, 1970 року народження                                                           | 26.03.2006   | 31.10.2010      |
| Білуха Лілія Анатоліївна      | Сільський голова, 1974 року народження, освіта вища, член партії Християнсько-Демократичний Союз | 31.10.2010   |                 |

Примітка: таблиця складена за даними сайту Верховної Ради України

### Депутати
За результатами місцевих виборів 2010 року депутатами ради стали:

#### За суб'єктами висування
| Суб'єкт висування                                       | Кількість обраних депутатів | %    |
| ------------------------------------------------------- | --------------------------- | ---- |
| Партія регіонів                                         | 9                           | 64,3 |
| Політична партія Всеукраїнське об'єднання «Батьківщина» | 4                           | 28,6 |
| Соціалістична партія України                            | 1                           | 7,1  |

#### За округами
| № округу                                                | Прізвище, ім'я, по батькові     | Дата визнання обраним | Освіта  | Партійна приналежність                        | Відомості про обраного депутата                   |
| ------------------------------------------------------- | ------------------------------- | --------------------- | ------- | --------------------------------------------- | ------------------------------------------------- |
| Партія регіонів                                         |                                 |                       |         |                                               |                                                   |
| 1                                                       | Харченко Вячеслав Миколайович   | 05.11.2010            | середня | позапартійний                                 | Богодухівська СЕС, дезінструктор                  |
| 2                                                       | Нечитайло Наталія Михайлівна    | 05.11.2010            | середня | член Партії регіонів                          | Сіннянська сільська рада, секретар                |
| 3                                                       | Заратуйко Наталія Іванівна      | 05.11.2010            | середня | позапартійна                                  | пенсіонер                                         |
| 6                                                       | Мельник Анатолій Максимович     | 05.11.2010            | середня | позапартійний                                 | Сіннянська загальноосвітня школа І-ІІ ст., сторож |
| 7                                                       | Токар Володимир Іванович        | 05.11.2010            | середня | член Комуністичної партії України             | «Богодухів сількомсервіс», водороздатчик          |
| 9                                                       | Щербунова Наталія Іванівна      | 05.11.2010            | середня | позапартійна                                  | ПП «Щербунова Н. І.», приватний підприємець       |
| 10                                                      | Загородній Володимир Михайлович | 05.11.2010            | середня | позапартійний                                 | ПП «Загородній В. М.», приватний підприємець      |
| 11                                                      | Федорова Зоя Миколаївна         | 05.11.2010            | середня | позапартійна                                  | Сіннянська АСМ, медична сестра                    |
| 12                                                      | Костенко Наталія Іванівна       | 05.11.2010            | середня | позапартійна                                  | СТОВ «Вперед», головний бухгалтер                 |
| Політична партія Всеукраїнське об'єднання «Батьківщина» |                                 |                       |         |                                               |                                                   |
| 4                                                       | Цимбал Василь Сергійович        | 05.11.2010            | вища    | член Всеукраїнського об'єднання «Батьківщина» | СТОВ «Вперед», комірник                           |
| 5                                                       | Філіппов Микола Дмитрович       | 05.11.2010            | вища    | позапартійний                                 | пенсіонер                                         |
| 8                                                       | Білуха Микола Васильович        | 05.11.2010            | середня | член Всеукраїнського об'єднання «Батьківщина» | СТОВ «Вперед», водій                              |
| 13                                                      | Томенко Ігор Степанович         | 05.11.2010            | середня | позапартійний                                 | Ф\Г"Шубське", механіза -тор                       |
| Соціалістична партія України                            |                                 |                       |         |                                               |                                                   |
| 14                                                      | Шило Світлана Анатоліївна       | 05.11.2010            | середня | член Соціалістичної партії України            | ПП «Павлен -ко», продавець                        |